# Kunicze
Kunicze (ukr. Куничі) – wieś na Ukrainie, w  obwodzie iwanofrankiwskim, w rejonie halickim, nad Gniłą Lipą.